# Антидор

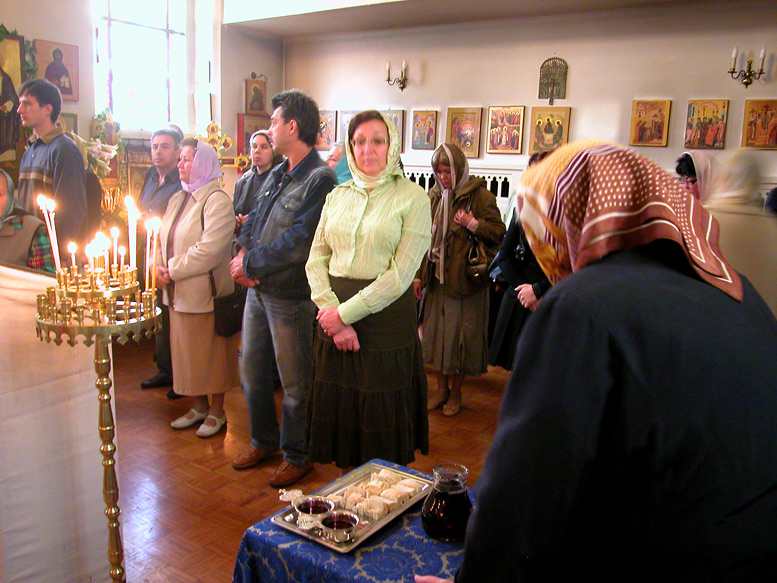
Раздача антидора

Анти́до́р (от греч. ἀντί — «вместо» и δῶρον — «дар») в Православной церкви — раздаваемые верующим в конце литургии части просфоры, из которой на проскомидии вынимается Агнец.
По объяснению Симеона Солунского,
Антидор есть священный хлеб, который был принесён в предложение и которого середина была вынута и употреблена для священнодействия; этот хлеб как запечатлённый копием и принявший божественные слова, преподаётся вместо страшных Даров, то есть Тайн, тем, которые не причащались их.
Появление обычая раздавать после литургии антидор относится к периоду, когда прекратилась древняя практика причащать всех присутствующих на литургии. К первому свидетельству о возникновении этой традиции относится упоминание о ней в правилах Девятого Камнетского собора в Галлии (VII век). На Востоке первые упоминания об антидоре относятся к XI веку: «Изъяснения на литургию» Германа Константинопольского (список XI века), свидетельство Феодора Вальсамона в 15-м ответе Александрийскому патриарху Марку III (XII век). Уставы литургий XIII—XIV веков предписывают священнику раздавать антидор после заамвонной молитвы или после заключительной молитвы «Исполнение закона и пророков».
Современный Типикон указывает на раздачу антидора как на полной литургии, так и на литургии преждеосвященных даров, после заключительной молитвы во время пения 33-го псалма. При этом отмечается, что причащавшиеся за литургией вкушают антидор сразу после причастия.
Кроме просфоры, из которой изымался Агнец, Номоканон разрешает при её недостатке использовать для приготовления антидора просфору в честь Богородицы. Номоканон не разрешает вкушать антидор не христианам и лицам, находящимся под епитимиею. Антидор подаётся в руки верующих, которые складывают ладони крестообразно, правую на левую, и, получив антидор, целуют руку подавшего его священника. Антидор вкушают в храме натощак.